# Kees Verkade
Kees Verkade (Haarlem, Países Bajos, 12 de octubre de 1941 - Mónaco, 29 de diciembre de 2020) fue un artista y escultor holandés. Especializado en modelos de forma humana, con un énfasis por el movimiento y la emoción, la mayoría de sus esculturas se exponen en bronce. Su estética se interesa por una gran variedad de temas, como niños y adolescentes, payasos, atletas, bailarines, madres o amantes. Verkade también fue creador de gouaches y serigrafías. 

## Biografía
Kees Verkade nació en 1941 en Haarlem, a las afueras Ámsterdam. Desde muy joven tomó lecciones de pintura y escultura. Primero con Gerrit van 't Net entre 1958 y 1963, y más tarde con Dirk Bus en la Real Academia de La Haya. En 1964 realizó su primera exposición en el Haarlem Vleeshal (mercado de carne municipal anterior, ahora Museo Frans Hals). La exposición fue un éxito y el museo Frans Hals compró dos de sus esculturas. Se especializó en talla y escultura. Uno de sus primeros trabajos está expuesto en el Haarlem Vleeshal. 
Su gran momento vino cuando sus trabajos, volcados hacia el deporte y los movimientos atléticos, fueron contemplados por un marchante estadounidense que visitó Haarlem en 1969. Mostró fotografías de las esculturas de Verkade a amigos y se convirtió en un artista internacionalmente reconocido. Sus trabajos puede ser vistos en sitios públicos alrededor de Haarlem y Zandvoort, donde vivió y trabajó. 
De 1979 es su escultura Tightrope Walker, instalada en la Universidad de Columbia, Nueva York. Se trata de un homenaje de la Universidad neoyorquina a William Joseph Donovan, Wild Bill, quien fuera uno de los creadores de la Oficina de Servicios Estratégicos, precedente de la CIA. Residió en Mónaco desde 1979 hasta su fallecimiento, en 2020.
En 2013, realizó una escultura para el Palacio del Príncipe de Mónaco de Raniero III  (1923-2005), que está colocada en el exterior del palacio del Príncipe de Mónaco.

## Selección de trabajos

Esculturas
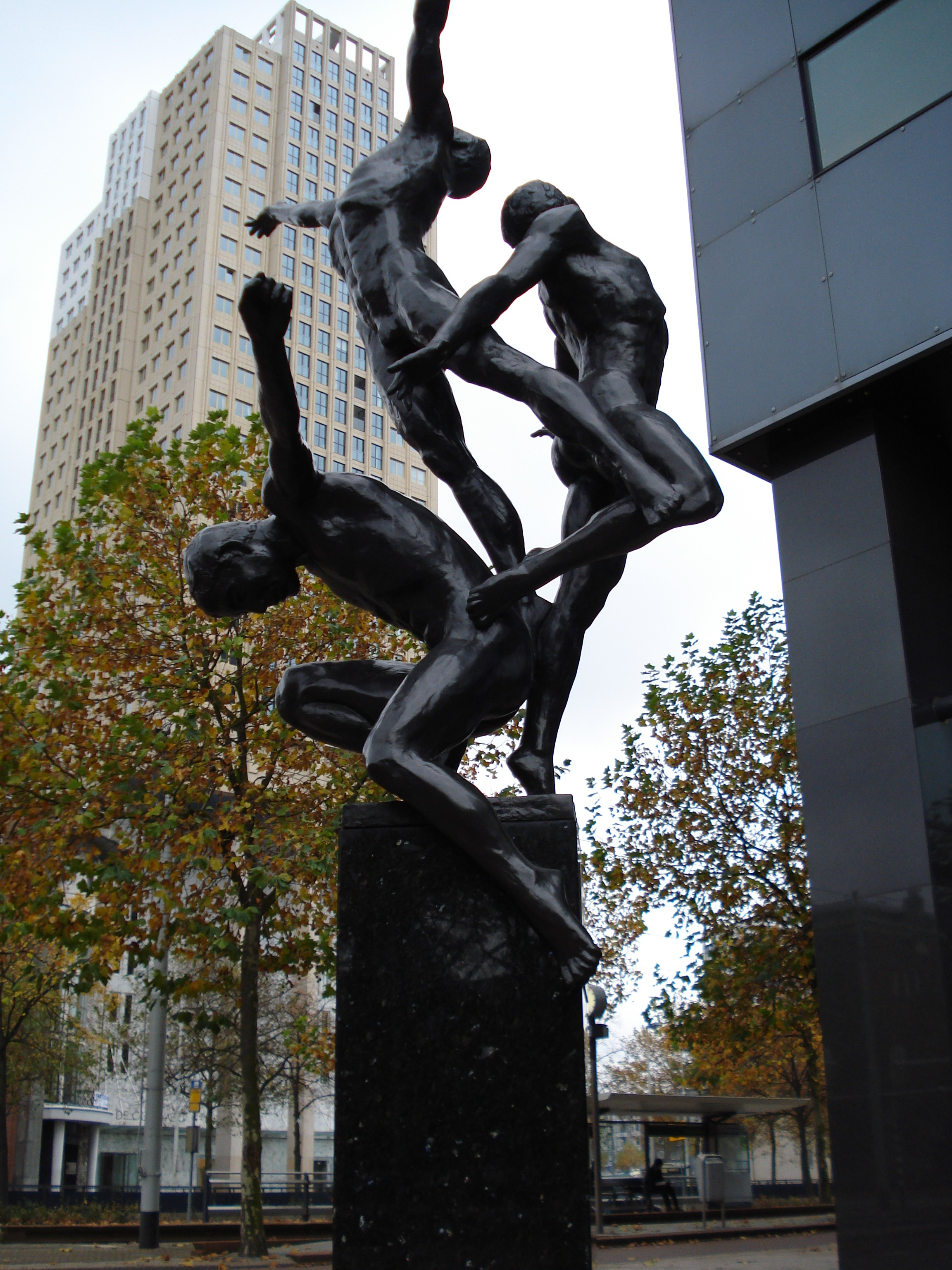
Triunfo (1995), Rotterdam.
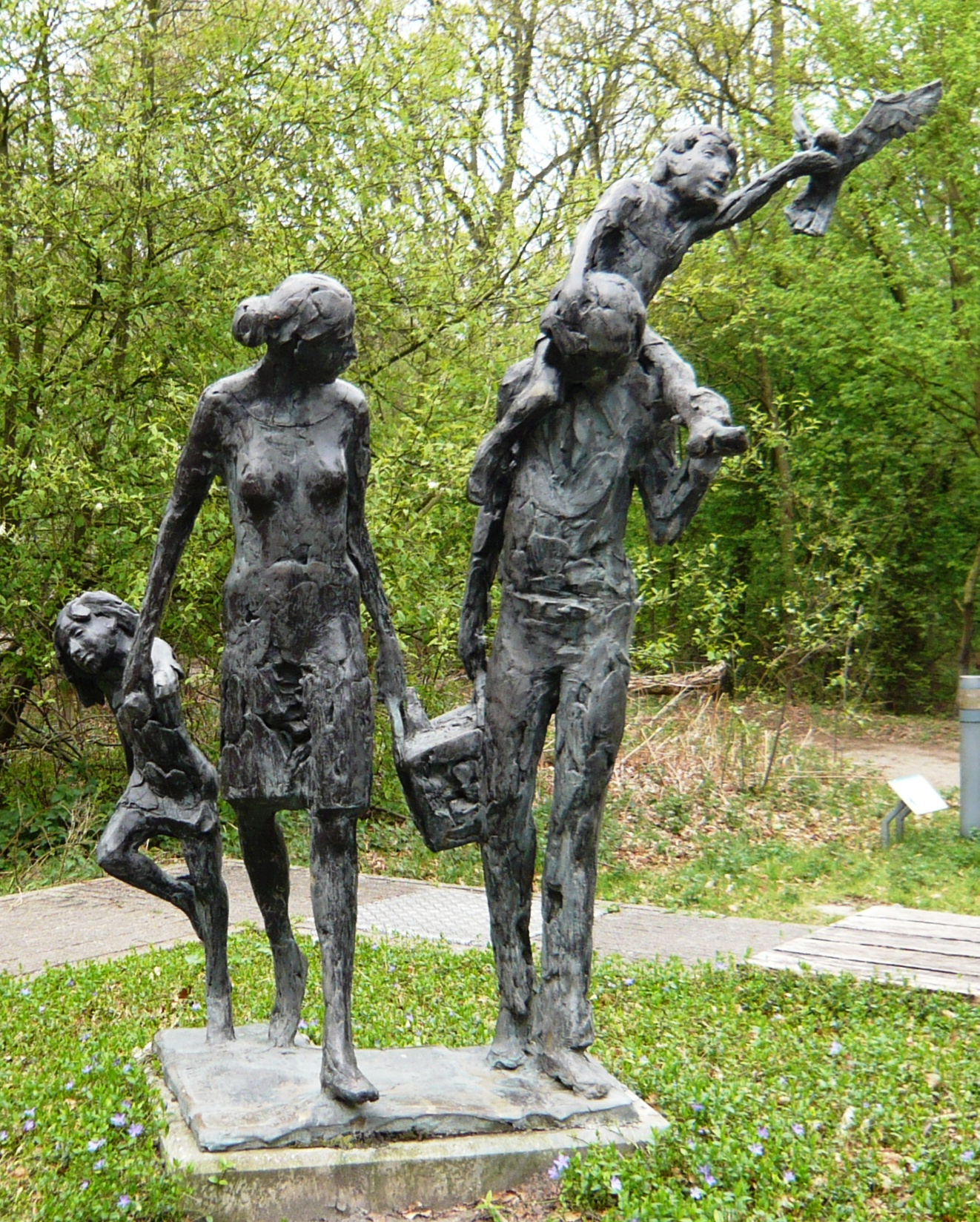
Familia de picnic (1978), parque 'Amsterdamse Waterleidingduinen' en Vogelenzang, Holanda.